# Antonio Santacroce
Antonio Santacroce (Roma, 1º de agosto de 1599 - Roma, 25 de novembro de 1641) foi um cardeal do século XVII

## Biografia
Nasceu em Roma em 1º de agosto de 1599. Filho de Marcello Santacroce, dos marqueses de Pietraforte, e de Porzia, dos marqueses del Drago. Sobrinho do Cardeal Prospero Pubblicola Santacroce (1565). Tio do Cardeal Marcello Santacroce (1652). Tio-avô do cardeal Andrea Santacroce (1699). Seu sobrenome também está listado como Santacroce Pubblicola.
Obteve o doutorado em direito em Roma..
Prelado papal. Participativo apostólico protonotário , 24 de março de 1621. Vice-legado em Viterbo, 1622 até outubro de 1625. Referendário dos Tribunais da Assinatura Apostólica de Justiça e de Graça, 1622. Governador das províncias de Campagna e Marittima, 20 de fevereiro a dezembro, 1625. Cardeal acompanhado Francesco Barberini, sênior , legado a latere para a França, 1625..
Eleito arcebispo titular de Selêucia, com dispensa de ainda não ter atingido a idade canônica de 30 anos para o episcopado, em 1º de março de 1627. Consagrado, em 21 de março de 1627, igreja de S. Andrea della Valle, Roma, pelo Cardeal Tiberio Muti, assistido por Erasmo Paravicini, bispo de Alexandria, e por Francesco Cavalieri, bispo de Sulmona. Núncio na Polônia, 16 de abril de 1627..
Criado cardeal sacerdote no consistório de 19 de novembro de 1629; recebeu o chapéu vermelho e o título de Ss. Nereo ed Achilleo, 12 de agosto de 1630. Legado em Bolonha, 24 de junho de 1631 até maio de 1634. Transferido para a sé metropolitana de Chieti, 10 de março de 1631. Transferido para a sé metropolitana de Urbino, 9 de junho de 1636. Renunciou ao governo. da arquidiocese em 1639..
Morreu em Roma em 25 de novembro de 1641, perto das 13 horas, de tuberculose, em seu palácio romano. Sepultado na igreja de S. Maria in Publicolis, de sua família, Roma.